# 역정규화
역정규화 혹은 반정규화(denormalization)는 이미 정규화된 데이터베이스에서 성능을 개선하기 위해 사용되는 전략이다. 컴퓨팅에서 역정규화는 일부 쓰기 성능의 손실을 감수하고 데이터를 묶거나 데이터의 복제 사본을 추가함으로써 데이터베이스의 읽기 성능을 개선하려고 시도하는 과정이다. 아주 많은 수의 읽기 작업을 처리할 필요가 있는 관계형 데이터베이스 소프트웨어의 성능이나 스케일링에서 고려된다. 역정규화로부터 이익을 얻기 위해서는 우선 데이터베이스가 정규화를 거쳐야 하기 때문에 역정규화는 비정규화(unnormalized form)와는 구별된다.
역정규화 기법의 예는 다음을 포함한다:
- 수많은 요소의 카운트를 일대다관계로 하나의 관계 속성으로서 저장
- 스타 스키마
- OLAP 큐브의 미리 구성된 요약

역정규화 기법들은 웹 애플리케이션의 스케일링 개선을 위해 사용되기도 한다.
실무에서 많이 사용된다.

## 같이 보기
- 캐시
- 정규화